# داني سيرجيو
داني سيرجيو (بالبرتغالية: Danny Sérgio‏) هو مدرب كرة قدم برازيلي، ولد في 21 مارس 1978 في غويانيا في البرازيل.